# Jan Tore Ophaug
Jan Tore Ophaug (født 25. marts 1977) er en norsk fodboldspiller, som spiller for Fredrikstad FK i Norge. Han har tidligere spillet for Orkanger IF, Moss FK , SK Brann og Odense Boldklub. Ophaug blev rykket op på Orkangers 1. hold allerede som 16-årig. Senere blev han solgt til Moss FK for omkring 60 000 norske kroner. Han spillede højreback for OB men blev byttet for Atle Roar Håland i Fredrikstad.